# Governo de Andorra
Andorra é um co-principado independente desde 1278 e uma democracia parlamentar desde 1993. O poder legislativo é exercido pelo Conselho Geral dos Vales, composto por 28 deputados eleitos para um mandato de quatro anos. Os Chefes de Estado, ou co-príncipes, são o presidente da República Francesa e o bispo da comarca catalã de La Seu d'Urgell. O Chefe de Governo é eleito pela maioria do Conselho Geral dos Vales. Os principais partidos políticos são o PLA (Partido Liberal de Andorra), a AND (Aliança Nacional Democrática) e a IND (Iniciativa Democrática Nacional).
O governo actual conta com a seguinte estrutura administrativa:
| Membros do Governo de Andorra (8 de junho de 2005 - Fonte: Boletim Oficial de Andorra) |                                |
| Chefe de Estado (Co-Príncipe episcopal)                                                | Joan Enric Vives i Sicília     |
| Chefe de Estado (Co-Príncipe francês)                                                  | Emmanuel Macron                |
| Ministro de Relações Exteriores, Cultura e Cooperação                                  | Juli Minoves Triquell          |
| Ministro de Finanças                                                                   | Ferran Mirapeix Lucas          |
| Ministro da Justiça e do Interior                                                      | Josep Maria Cabanes Dalmau     |
| Ministro da Saúde, Bem-estar Social e Família                                          | Montserrat Gil Torné           |
| Ministro da Economia                                                                   | Joel Font Coma                 |
| Ministro de Educação e Formação Profissional                                           | Roser Bastida Arene            |
| Ministro de Turismo e Meio-Ambiente                                                    | Antoni Puigdellívol Riberaegua |
| Ministro da Vivenda, Juventude, Ensino Superior e Pesquisa                             | Mertixell Mateu Pi             |
| Ministro do Desporto e Voluntariado                                                    | Carles Font Rossell            |
| Ministro da Agricultura e Patrimônio Natural                                           | Pere Torres Montellà           |